# Novak Tomić
Novak Tomić (v srbské cyrilici: Новак Томић; 7. ledna 1936 – 23. července 2003) byl srbský a jugoslávský fotbalista. Jeho přezdívka byla Krca.
Na mezinárodní úrovni hrál za jugoslávskou reprezentaci (5 zápasů) a byl účastníkem Mistrovství světa ve fotbale 1958.

## Kluby
- Crvena zvezda Bělehrad (1954–1964)
- HNK Hajduk Split (1964–1967)
- Los Angeles Toros (1967)
- San Diego Toros (1968)
- Racing Paris-Neuilly (1969–1970)